# Charlie Zaa
Carlos Alberto Sánchez  alias Charlie Zaa est un chanteur colombien de boléro né en 1974.
Son premier disque, Sentimientos, se fit connaître en 1997 et obtint beaucoup de succès l'année suivante. Entre 2000 et 2002, il revient sur scène avec ses chansons les plus connues, donde está el amor et por tu amor. Charile Zaa est un défenseur du genre bolériste, genre qui est classifié comme musique latine ancienne.
Le 26 mai 2017, il sort son album Celebración, célébrant le vingtième anniversaire de Sentimientos, son premier album qui à ce jour s'est vendu à plus de 6 millions d'unités dans le monde, et qui a reçu un certificat Diamant (10 Times Platinum) de la RIAA , en plus d'influencer toute une génération d'interprètes romantiques en Amérique latine.

## Discographie
- 1996: Sentimientos
- 1998: Un segundo sentimiento
- 1999: The Remixes
- 2000: Ciego de amor
- 2001: De un solo sentimiento
- 2002: Grandes sentimientos
- 2003: Puro sentimiento
- 2005: Bachata con puro sentimiento
- 2008: La historia de Charlie Zaa
- 2009: De Bohemia
- 2013: En otro tiempo
- 2015: Mi mejor regalo
- 2017: Celebración